# Etheostoma whipplei
Etheostoma whipplei är en fiskart som först beskrevs av Girard, 1859.  Etheostoma whipplei ingår i släktet Etheostoma och familjen abborrfiskar. Inga underarter finns listade i Catalogue of Life.